# Shooty Skies
Shooty Skies — компьютерная игра в жанрах аркада и Shoot 'em up, разработанная Hipster Whale и Mighty Games. Она была выпущена на iOS 30 сентября 2015 года, а на Android – 6 ноября того же года. 6 марта 2018 года вышли порты на Windows, macOS и Linux.
Игра в виртуальной реальности Shooty Skies Overdrive была анонсирована 23 июня 2020 года на официальном сайте Shooty Skies. Она доступна для шлемов Oculus Rift в Steam.

## Игровой процесс
Shooty Skies представляет собой аркадную игру, в которой нужно стрелять во всех врагов, появляющихся на экране, включая сломанные телевизоры, роботов и игровые автоматы. Она берёт множество элементов из классических аркадных игр в жанре Shoot 'em up, включая Galaga, Space Invaders, 1942, Xevious и Raiden. Игрок может выбрать одного из 33 персонажей, которых можно разблокировать путём розыгрыша или совершить покупку за реальные деньги в приложении. После убийства определённого количество врагов начинается битва с боссом, они включают в себя белоголового орлана, плюющегося деньгами, гигантского бобра с топором и бестелесного рта, стреляющего фаст-фудом.

## Отзывы
| Иноязычные издания | Иноязычные издания |
| Издание            | Оценка             |
| ------------------ | ------------------ |
| TouchArcade        | [ 7 ]              |

Игра была положительно оценена критиками. Рецензент TouchArcade отмечает, что «сложность игры заключается в попытках сбалансировать стрельбу, пробираться сквозь шквал врагов и бомбя сильных врагов усиленными атаками. Это стремительный, динамичный аркадный шутер понравится игрокам, которым нравятся лихорадочные визуальные эффекты и частые смерти». Он также назвал боссов «остроумными и причудливыми», и они его «любимая часть игры». Сравнивая Shooty Skies с другой игрой от Hipster Whale Crossy Road, рецензент назвал первый проект «забавным и умным» продолжением второго, заключив, что Shooty Skies понравится как фанатам Crossy Road, так и новым игрокам. Назвав Shooty Skies «игрой-праздником», Антон Ермягин из Игры Mail.ru отнёс к положительному моменту «классическую механику, пропущенную через фильтр жизнерадостного идиотизма», к минусам же причислил «неистовый визуальный стиль и пиксели, которые успели многим надоесть», а также «„бесконечную” структуру игры». Ермягин заключил, что Shooty Skies — «отличная мобильная аркада про самолёты, которая не требует многого и всё время пытается как-нибудь порадовать игрока».

## Продажи
Летом 2018 года, благодаря уязвимости в защите Steam Web API, стало известно, что точное количество пользователей сервиса Steam, которые играли в игру хотя бы один раз, составляет 144 867 человек.